# PSR J1311–3430
PSR J1311–3430是一顆自轉週期2.5毫秒的脈衝星，是第一顆經由觀測伽瑪射線脈動發現的毫秒脈衝星，最早由康普顿伽玛射线天文台搭載的高能伽瑪射線試驗望遠鏡（EGRET）偵測為一個明亮的伽瑪射線來源，但在费米伽玛射线空间望远镜偵測到它的伽瑪射線輻射脈動之前並不被認為是脈衝星。這顆脈衝星有一顆主要以氦組成，且質量遠小於它的伴星，軌道週期93.8分鐘。這個系統可以從低質量伴星向脈衝星進行質量轉移，使脈衝星質量增加並縮短週期的模型解釋。這樣的系統就是所謂的「黑寡婦脈衝星」，名稱由來於第一個被發現的這種系統PSR B1957+20，這樣的系統甚至可能讓伴星最終完全蒸發。在這樣的系統中，PSR J1311–3430 是目前已知軌道週期最短的。對該系統的光譜觀測顯示系統脈衝星的質量是2.7 {\displaystyle M_{\odot }}（太陽質量）。雖然這個預測有很大的不確定性，該脈衝星的最小質量資料擬合符合2.15 {\displaystyle M_{\odot }}的狀況，因此質量仍高於先前的脈衝星質量紀錄保持者PSR J1614–2230。

## 發現與觀測
康普顿伽玛射线天文台搭載的高能伽瑪射線試驗望遠鏡和它的後繼者，费米伽玛射线空间望远镜都是針對伽瑪射線輻射的巡天。這些望遠鏡會在大範圍天區中觀測來自銀河系或點光源的伽瑪射線輻射，稱為「點光源」是因為它們小於望遠鏡的角分辨度。一些被前述望遠鏡觀測到的點光源位置和之前以其他波長觀測到的天體位置相同，而這些天體包含脈衝星和活动星系核。但是其他的點光源狀況仍不明，因為並無在其他波長觀測到的天體相對應。這類型的其中一個未確認伽瑪射線來源是 2FGL J1317.7–3429（該天體命名來自費米太空望遠鏡觀測的目錄，J1317.7–3429則是天體在天球上的赤經和赤緯）。
在許多計畫致力於搜尋新的伽瑪射線輻射源時，罗杰·罗马尼（Roger Romani）對於最明亮的未確認來源的伽瑪射線原進行深度搜索。他的搜尋發現了和 2FGL J1317.7–3429 相同位置的可見光和X-射線光度會以1.5小時為週期變化的天體，並認為這可能是黑寡婦脈衝星形式的毫秒脈衝星，不過他也指出必須要發現伽瑪射線或無線電波的脈動才能確認。
數個月後這個猜想被證實了。霍尔格·普莱奇（Holger Pletsch）的團隊分析費米望遠鏡四年盲目搜尋的資料，發現 2FGL J1317.7–3429 是一顆週期2.5毫秒的毫秒脈衝星，是首顆經由偵測伽瑪射線脈動發現的毫秒脈衝星。發現了它的脈動以後，名稱即改為 PSR J1311–3430，「PSR」代表脈衝星（Pulsar）。接下來的無線電波觀測也以綠岸電波望遠鏡偵測到了它的間歇性電波脈動，並且一個週期中只有少於10%的週期可被觀測。相關論文作者認為這可能是恆星食或被恆星系統中的物質散射。

## 特性
天文學家對伽瑪射線脈動的偵測和計時結果確認該脈衝星的自轉週期是2.5毫秒。如果脈衝星有伴星存在，將使脈衝星的自轉週期，也就是發射輻射的時間有極少量的變化，這代表精確的計時允許天文學家使用克卜勒第三定律計算出伴星的質量下限。以前述方法求得的質量下限是8.2 x 10-3 {\displaystyle M_{\odot }}，或者是木星質量8倍。該伴星的可見光光譜觀測顯示組成成分主要是氦，並且沒有偵測到氫。伴星可見光亮度的變化顯示它的溫度變化量相當大。相關模型指出伴星被脈衝星強烈加熱，使它的體積幾乎充滿整個洛希瓣。如果是質量更大的伴星，體積將會大於洛希瓣範圍並且流失質量。這樣的情形被用來解釋系統中的伴星如果是恆星，失去了大亮質量後就可能成為相當於行星的天體。物質的吸積也可以解釋毫秒脈衝星自轉速度增加的原因，使它們的自轉週期如此地短。PSR J1311–3430 最終可能將伴星完全蒸發，成為一顆單獨存在的毫秒脈衝星。

## 意義
這顆脈衝星是經由盲目搜索只有伽瑪射線的資料發現的，這代表了其他伽瑪射線輻射來源不明的天體可能是毫秒脈衝星，尤其是基於來自PSR J1311–3430的電波脈衝可觀測時間只佔伽瑪射線脈衝時間10%以下的狀況。在已知的黑寡婦脈衝聯星系統中，PSR J1311–3430的軌道週期最短，並且束縛質量超過2.1 {\displaystyle M_{\odot }}。該脈衝星質量的確認支持這樣的系統有大質量脈衝星的概念，並且也支持中子星的約束状态方程。